# Clara Marangoni
Clara Marangoni, született Carla Marangoni (Pavia, 1915. november 13. – Pavia, 2018. január 18.) olimpiai ezüstérmes olasz tornász.

## Pályafutása
Az 1928-as amszterdami olimpián a női tornacsapat tagjaként ezüstérmet szerzett így egyike volt azoknak az olasz nőknek akik elsőként olimpiai érmet nyertek. Ő volt az utolsó élő versenyző az 1928-as nyári játékokról.

## Sikerei, díjai
- Olimpiai játékok
  - ezüstérmes: 1928, Amszterdam (női csapat)